# Israelisches Kriegskabinett
Das Kriegskabinett Israels wurde am 11. Oktober 2023, fünf Tage nach Beginn des Israel-Hamas-Krieges 2023, gebildet. Es handelte sich um eine Regierung der nationalen Einheit, der auch Oppositionspolitiker und politische Rivalen von Ministerpräsident Benjamin Netanjahu angehörten, darunter Benny Gantz und Gadi Eizenkot. Oppositionsführer Jair Lapid lehnte eine Teilnahme hingegen ab. Im Zuge der Bildung dieses parteiübergreifenden Gremiums sagte Netanjahu auch zu, eine geplante Justizreform, die seit Anfang 2023 zu massiven Protesten im Land geführt hatte, zunächst nicht weiterzuverfolgen. Im Juni 2024 traten die beiden Mitglieder aus den Reihen der Opposition, Gantz und Eizenkot, aus dem Kriegskabinett zurück. Daraufhin wurde das Kriegskabinett am 17. Juni 2024 aufgelöst.

## Mitglieder
| Amt                                       | Foto | Name                          | Partei               | Status       |
| ----------------------------------------- | ---- | ----------------------------- | -------------------- | ------------ |
| Ministerpräsident                         |      | Benjamin Netanjahu            | Likud                | Vorsitzender |
| Verteidigungsminister                     |      | Yoav Gallant                  | Likud                | Mitglied     |
| Minister ohne Geschäftsbereich            |      | Benny Gantz (bis Juni 2024)   | HaMahane HaMamlachti | Mitglied     |
| Minister für strategische Angelegenheiten |      | Ron Dermer                    | Parteilos            | Beobachter   |
| Minister ohne Geschäftsbereich            |      | Gadi Eizenkot (bis Juni 2024) | HaMahane HaMamlachti | Beobachter   |
| Minister ohne Geschäftsbereich            |      | Arje Deri                     | Schas                | Beobachter   |